# Bouy-sur-Orvin
Bouy-sur-Orvin är en kommun i departementet Aube i regionen Grand Est (tidigare regionen Champagne-Ardenne) i nordöstra Frankrike. Kommunen ligger  i kantonen Nogent-sur-Seine som ligger i arrondissementet Nogent-sur-Seine. År 2022 hade Bouy-sur-Orvin 54 invånare.

## Befolkningsutveckling
Antalet invånare i kommunen Bouy-sur-Orvin
Referens: INSEE

## Galleri

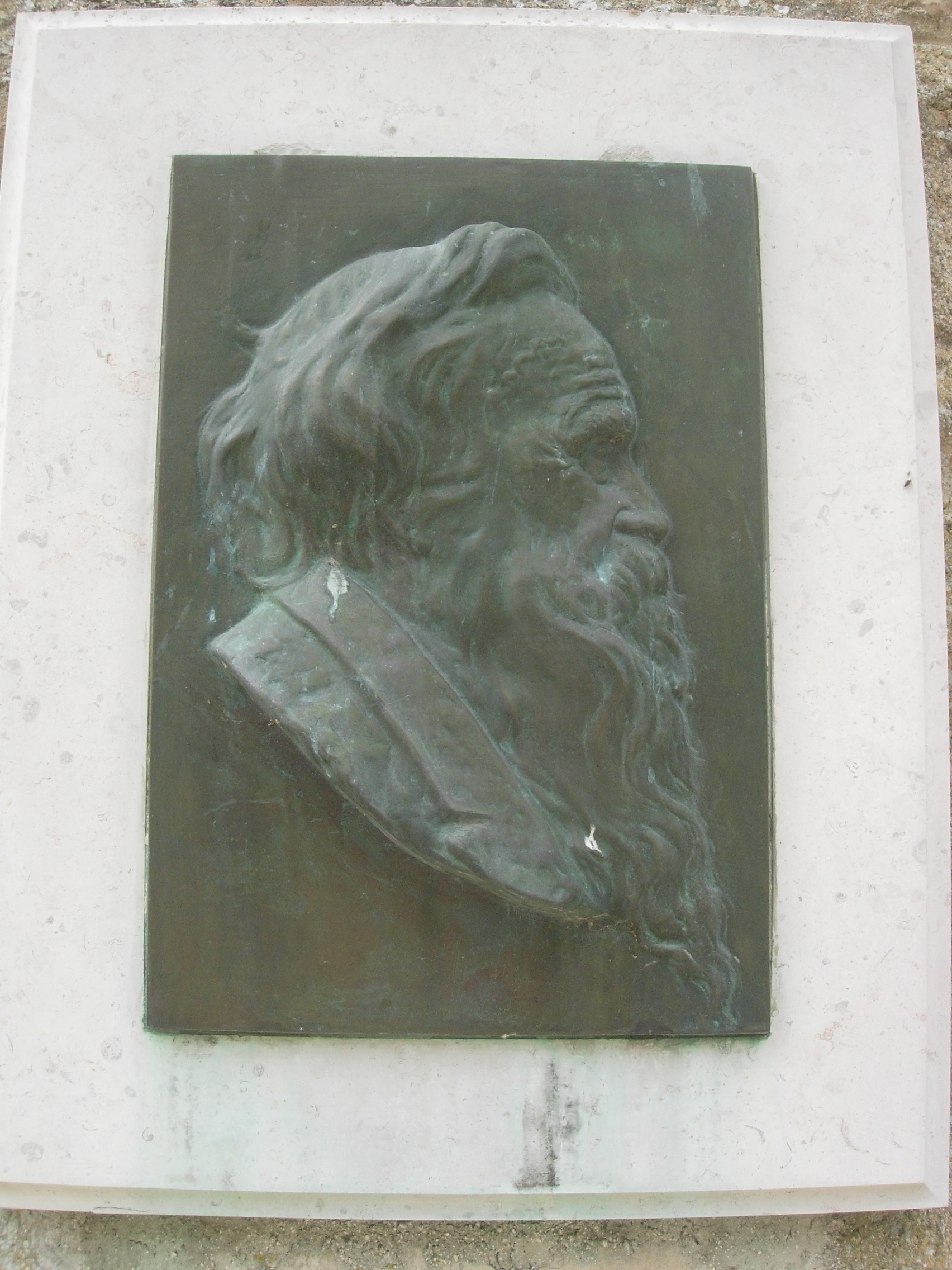
Alfred Boucher
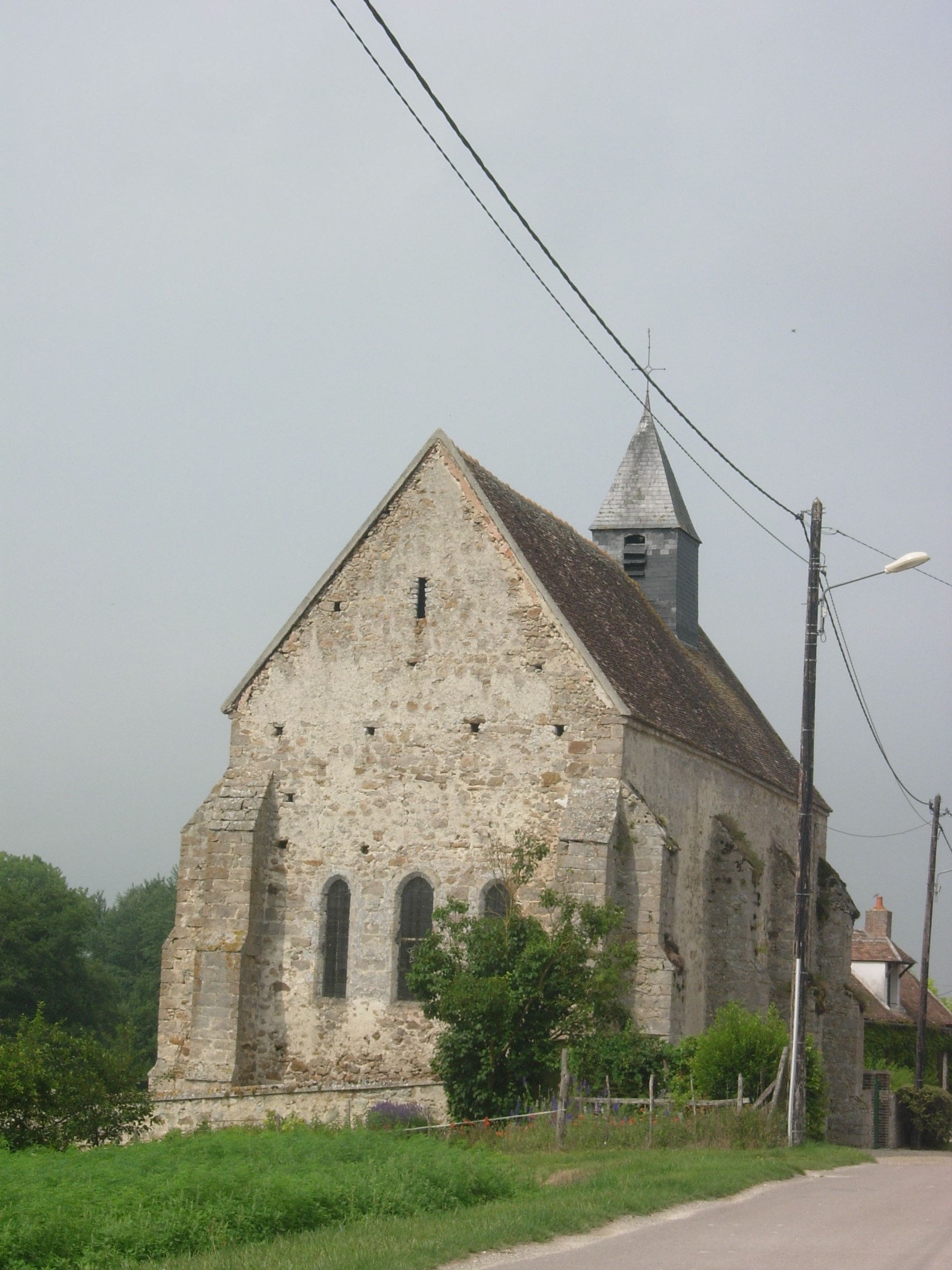
L'église de Bouy-sur-Orvin
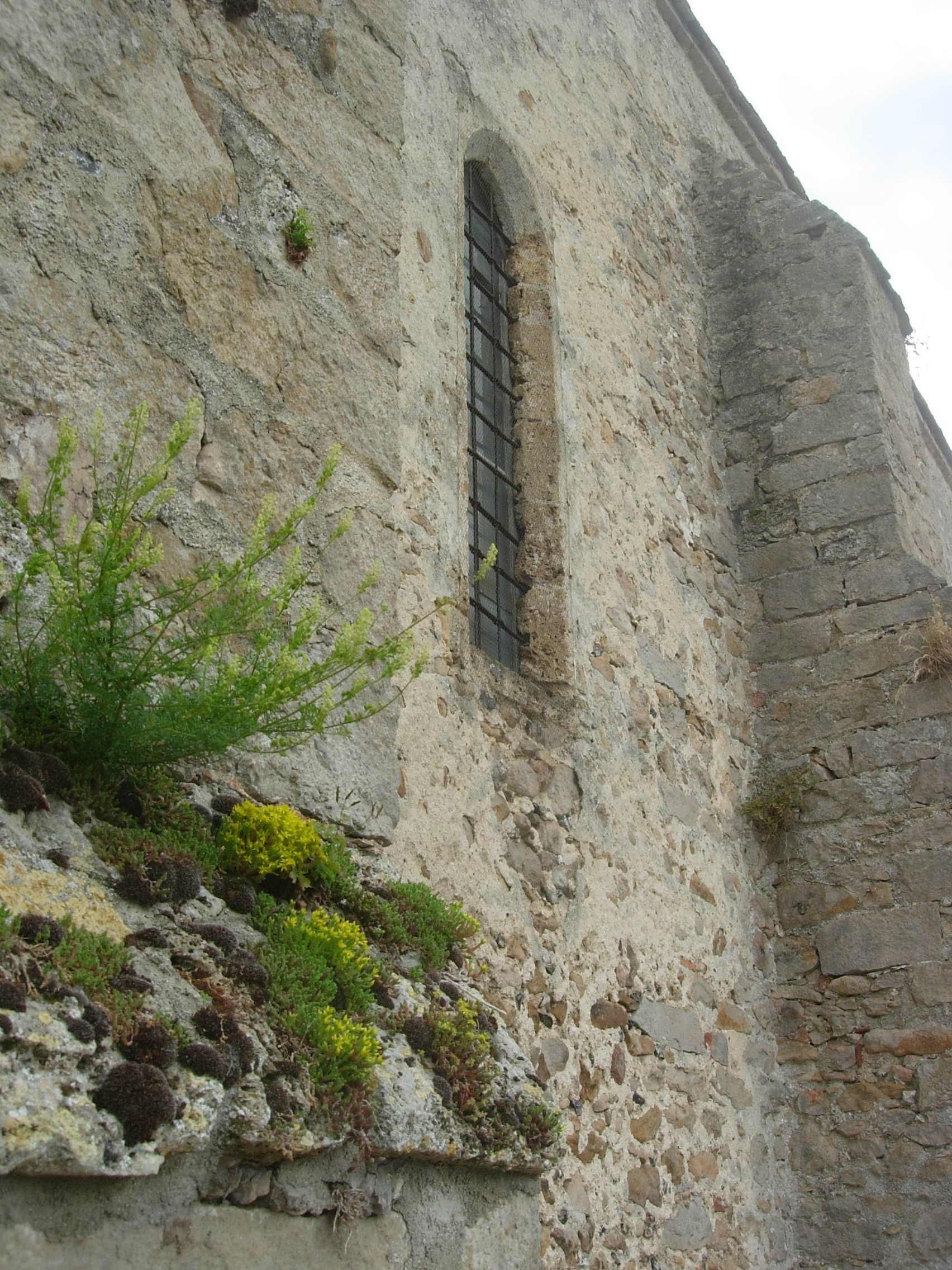
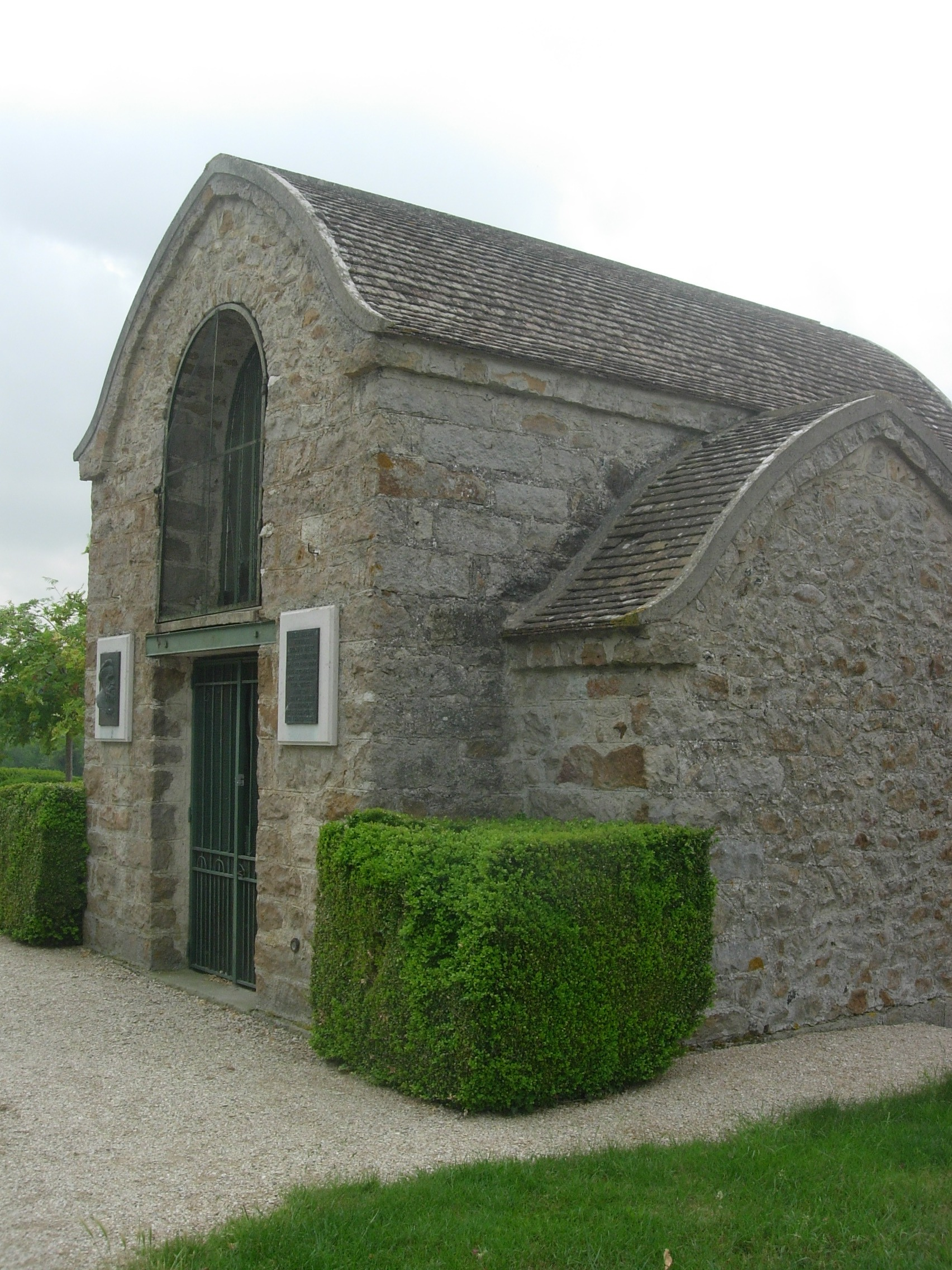
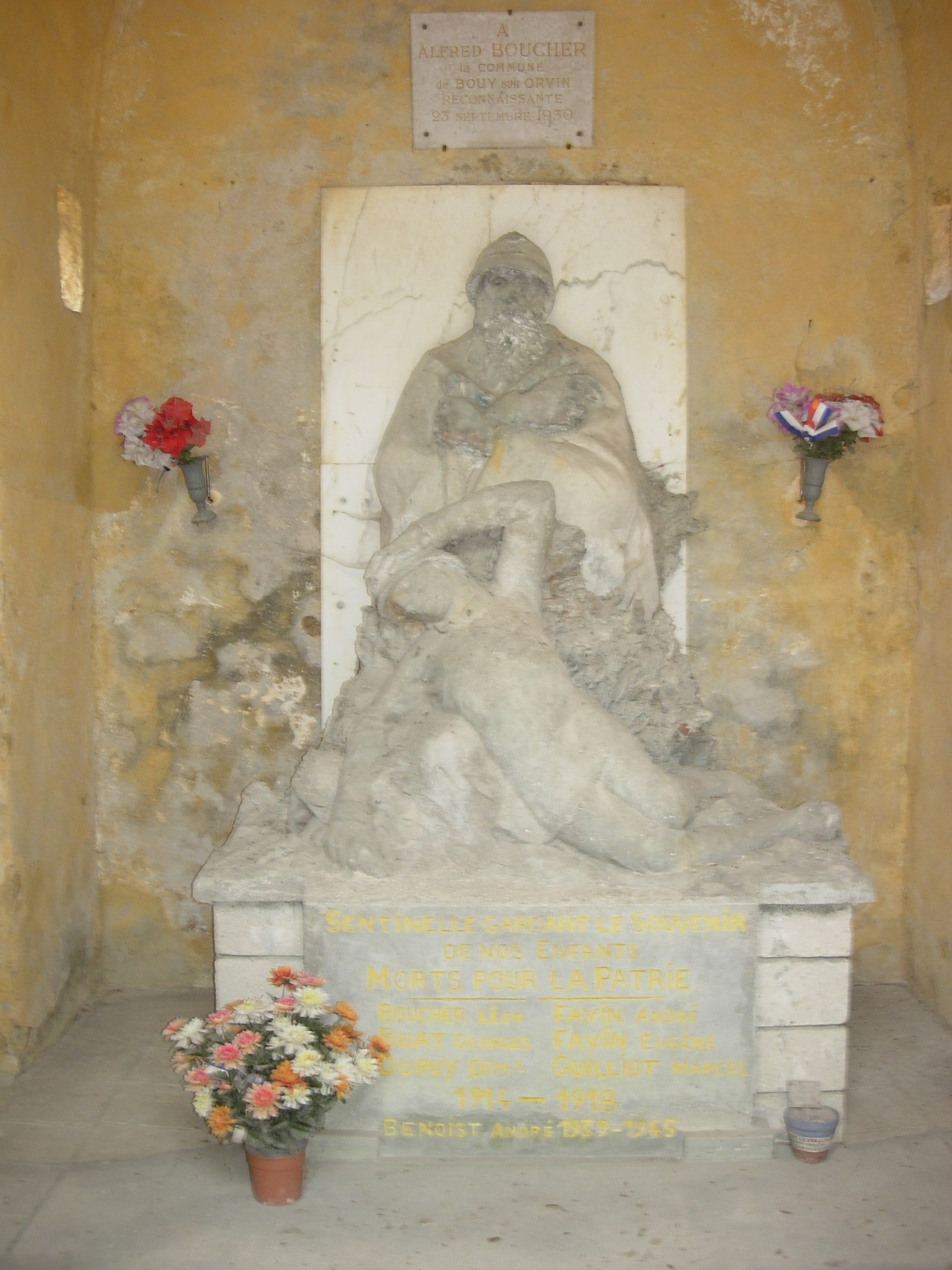
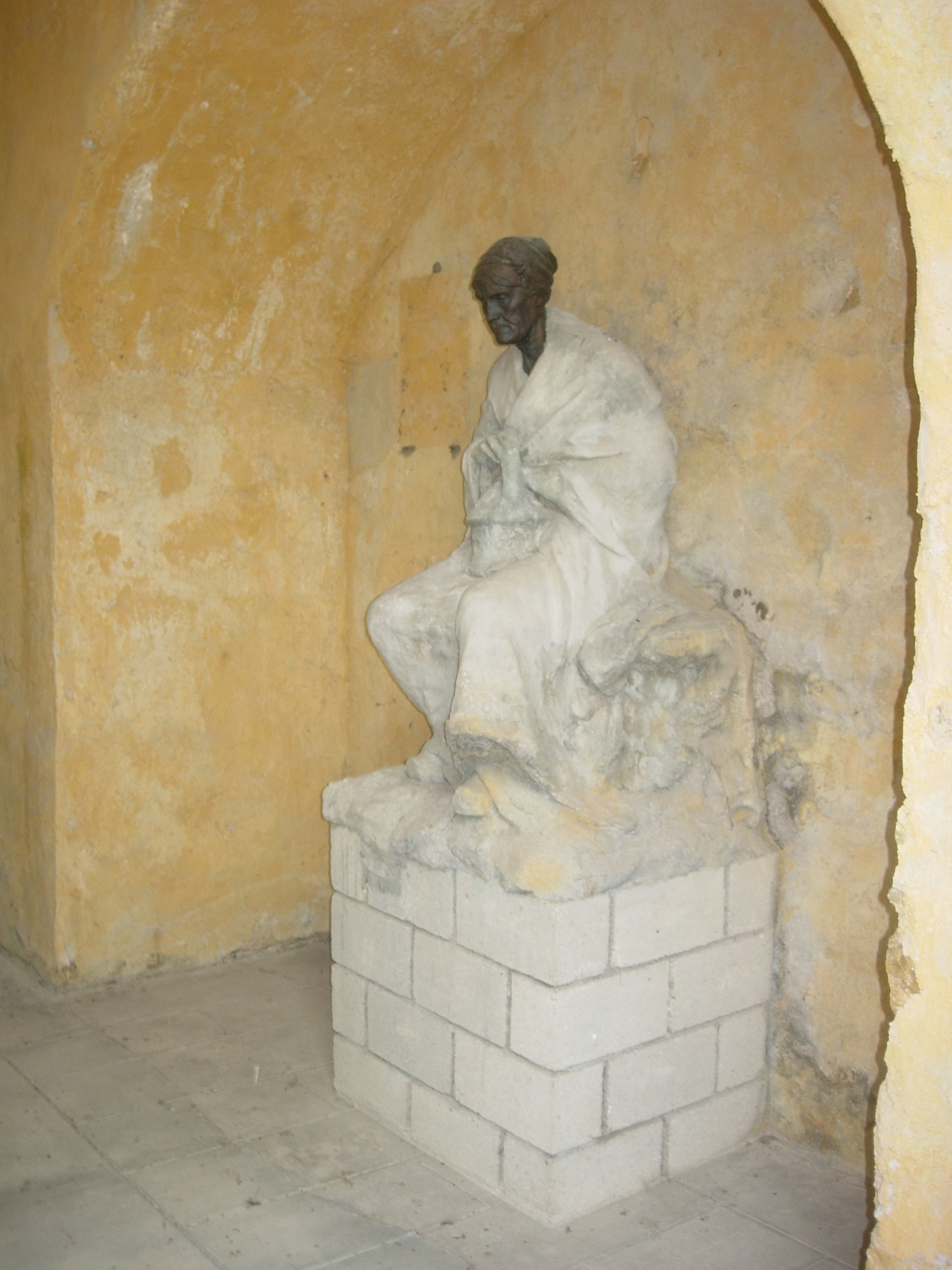